# Acrostegastes florisi
Acrostegastes florisi är en insektsart som beskrevs av Baccetti 1984. Acrostegastes florisi ingår i släktet Acrostegastes och familjen gräshoppor. Inga underarter finns listade i Catalogue of Life.